# 応用経済学
応用経済学（おうようけいざいがく）は、経済学の一分野。理論経済学と実証経済学の手法を用いて、貿易、労働、金融といった特定の対象を分析する分野。公共経済学、国際経済学、産業組織論、労働経済学、金融経済学、農業経済学などが応用経済学に含まれる。